# Лаурін Віллемсе
Лаурін Віллемсе (нід. Laurien Willemse, 26 березня 1962) — нідерландська хокеїстка на траві.
Олімпійська чемпіонка 1984 року, бронзова призерка 1988 року.
Чемпіонка Європи 1987 року.
Переможниця Трофею чемпіонів 1987 року.